# هانز بيته
هانز ألبرخت بيته (بالألمانية: Hans Albrecht Bethe) هو عالم فيزيائي ألماني أمريكي حصل على جائزة نوبل للفيزياء عام 1967 عن «نظرية توليد الجسيمات النووية في النجوم» .
ولد هانز بيته في 2 يوليو 1906 وتوفي في 6 مارس 2005، ولد بيته في ستراسبورغ في ألمانيا لأم يهودية وأب مسيحي، وقد تعمد وتربى على ديانة أبيه البروتستانتية. وهو من رواد الفيزياء النظرية وله بحوث في مجالات عديدة منها إلكتروديناميكا الكم quantum electrodynamics و فيزياء نووية و فيزياء الحالة الصلبة والجسيمات في علم الفلك .
كان رئيساً لقسم النظريين في معمل لوس ألاموس أثناء الحرب العالمية الثانية الذي صنعت فيه أول قنبلة ذرية. وقام آنذاك بحساب الكتلة الحرجة وهي أصغر كتلة من اليورانيوم لازمة لصناعة القنبلة الذرية. وله حسابات عن طريقة تفجيرها بواسطة التحام نصفي القنبلة emplusion. وقد أدت تلك الحسابات إلى صناعة قنبلتي هيروشيما ونجازاكي التي ألقيت على اليابان 1945. وأدى معظم محاضرته بجامعة كورنيل.
كما اشترك هانز بيته في الخمسينيات في تصميم القنبلة الأكبر، القنبلة الهيدروجينية . ويُقال أنه كان يأمل أن لا تنجح المجهودات للتوصل إليها وكان إدوارد تلر أكبر المؤيدين لصناعتها. واشترك بعد ذلك مع ألبرت أينشتاين في مقاومة التجارب النووية وقاوما كذلك سباق التسليح النووي.

## مستهل سنواته
وُلد بيته في ستراسبورغ، والتي كانت حينها جزءًا من ألمانيا، بتاريخ 2 يوليو، 1906، كان الطفل الوحيد لآنا (اسمها عند الولادة: كون) والبرشت بيته، والذي كان بريفتدوزنت (لقب أكاديمي يعني محاضرًا خارجيًا) في الفلسفة في جامعة ستراسبورغ. بالرغم من كون والدته يهودية، وهي ابنة أستاذٍ في جامعة ستراسبورغ، فقد تربى بيته على البروتستانتية مثل والده. لم يكن متدينًا في حياته اللاحقة، بالرغم من خلفيته المُتدينة، ووصف نفسه بأنه ملحد.
قبل والده بوظيفة كأستاذ ومدير لمعهد علم النفس في جامعة كييل عام 1912، وانتقلت العائلة إلى شقة المدير في المعهد. في البداية، تلقى تعليمه الخاص بواسطة مدرس محترف كجزءٍ من مجموعة من ثماني بنات وصبيان. انتقلت العائلة مرة أخرى عام 1915 عندما أصبح والده رئيس المعهد الجديد لعلم النفس في جامعة غوته في فرانكفورت.
ارتاد بيته المدرسة الثانوية في فرانكفورت، ألمانيا. انقطع تعليمه عام 1916، عندما أُصيب بمرض السل، وأُرسل إلى باد كرويتسناخ ليتعافى. كان قد تعافى بما فيه الكفاية بحلول عام 1917 ليرتاد ريالشوله (نوع من المدارس الثانوية)، وأُرسل في السنة التالية إلى مدرسة أودينفّايشوله، وهي مدرسة خاصة مختلطة داخلية. ارتاد ثانوية غوثه مرة أخرى لسنواته الثلاث الأخيرة من التعليم الثانوي، منذ 1922 وحتى 1924.
بعد عبوره الأبيتور (امتحانٌ نهائي للمدارس الثانوية في ألمانيا الغربية)، دخل بيته جامعة فرانكفورت عام 1924. قرر التخصص في الكيمياء. كان تدريس الفيزياء ضعيفًا، وبينما كان هنالك علماء رياضيات متميزون في فرانكفورت مثل كارل لودفيش سيغل وأوتو شاز، لم يكن بيته معجبًا بنهجهم، وقدَّم الرياضيات من دون الرجوع إلى العلوم الأخرى. وجد بيته أنه كان تجريبيًا ضعيفًا فقد دمَّر معطف المختبر الخاص به عن طريق سكب حمض الكبريتيك عليه، ولكنه وجد الفيزياء المتقدمة التي يُدرسها الاستاذ المساعد، والتر كيرلاخ، أكثر إثارة للاهتمام. انسحب كيرلاخ عام 1925، واستُبدل بكارل ميسنر، الذي نصح بيته بالذهاب لجامعة فيها كلية فيزياء نظرية أفضل، وبالذات جامعة ميونخ، حيث كان باستطاعته البقاء تحت إشراف أرنولد سومرفلد.
دخل بيته جامعة ميونخ في أبريل عام 1926، حيث أخذه سمرفلد كطالب له بحسب توصية ميسنر. درَّسه سمرفلد كورسًا متقدمًا عن المعادلات التفاضلية في الفيزياء، والتي استمتع بها بيته. تلقى سمرفلد نسخًا مسبقة من أوراق بحثية علمية بشكل متكرر، والتي كان يطرحها للنقاش في الندوات الأسبوعية المسائية لكونه مؤرخًا معروفًا. عندما وصل بيته، كان سمرفلد قد استلم للتو أوراق إرفين شرودنغرعن ميكانيكا الموجات.
اقترح سمرفلد أن يفحص بيته حيود الإلكترونات في البلورات لأطروحته للدكتوراه. كنقطة بداية، اقترح سمرفلد ورقة بول إيوالد لعام 1914 عن حيود الأشعة السينية في البلورات. ذكر بيته لاحقًا أنه أصبح طموحًا أكثر من اللازم، وأصبحت حساباته معقدة بشكل غير ضروري، وذلك في سعيه لدقة أكبر. عندما التقى ولفغانغ بولي للمرة الأولى، قال له بولي: «بعد حكايات سمرفلد عنك، توقعت منك أفضل مما قدمته في أطروحتك». «أعتقدُ من بولي» تذكر بيته لاحقًا «كان هذا إطراءً».

## أولى أعماله
بعد ما حصل بيته على شهادة الدكتوراه، عرض عليه إرفين ماديلونغ مساعدة مالية في فرانكفورت، وانتقل بيت في سبتمبر عام 1928 ليعيش مع والده، الذي كان قد تطلق من والدته مؤخرًا. التقى والده بفّيرا كونغهيل سابقًا في تلك السنة، وتزوجها عام 1929. كان لديهما طفلان، هما دوريس التي وُلدت عام 1933، وكلاوس الذي وُلد عام 1934. لم يجد بيته العمل في فرانكفورت محفزًا جدًا، وقبل عرض عمل من إيوالد عام 1933 في الجامعة التقنية في شتوتغارت. كتب خلال وجوده هناك ما اعتبره أعظم أوراقه البحثية، نظرية مرور الأشعة الجسمية السريعة عبر المادة، ابتداءً من تفسير معادلة شرودنغر لماكس بورن، أنتج بيته معادلة مبسطة لمشاكل التصادم باستعمال تحويل فورييه، والذي يعرف اليوم باسم معادلة بيته. قدَّم ورقته البحثية لشهادة التأهل للأستاذية عام 1930.
أوصى سمرفلد ببيته لمنحة السفر لمؤسسة روكفيلر عام 1929. وفَّر هذا 150 دولار شهريًا (تُقدر بحوالي 2000 دولار عام 2018) للدراسة خارج البلد. اختار بيته عام 1930 العمل على شهادة ما بعد الدكتوراه في مختبر كافنديش في جامعة كامبريدج في إنجلترا، حيث عمل تحت إشراف رالف فاولر. بناءً على طلب باتريك بلاكيت، الذي كان يعمل في الغرف السحابية، وأنشأ بيته نسخةً نسبوية من معادلة بيته. كان بيته يُعرف أيضًا بحسه الفكاهي، كتب ورقة بحثية مزيفة مع جويدو بيك وولفجانج ريزلر، زملائه في بحث ما بعد الدكتوراه، بعنوان على نظرية الكم لدرجة حرارة الصفر المطلق التي حسب فيها  ثابت البناء الدقيق من درجة الصفر المطلق المئوية. سَخرت الورقة من بعض أصناف الأوراق البحثية في الفيزياء النظرية لتلك الفترة، التي كانت تخيلية بحتة ومبنية على حجج عددية زائفة مثل محاولات آرثر إدينجتون لشرح قيمة ثابت البناء الدقيق من الكميات الأساسية في ورقة بحثية سابقة. وقد أُجبروا على نشر اعتذار.
اختار بيته للنصف الثاني من المنحة الدراسية الذهاب إلى مختبر إنريكو فيرمي في روما في فبراير عام 1931. أُعجب بشكل كبير بفيرمي وندم على عدم ذهابه إلى روما في البداية. أنشأ بيته نهج بيته، وهي طريقة لإيجاد الحلول الدقيقة للمتجهات الخاصة والقيم الخاصة لنماذج الكم عديدة-الأجسام أحادية البعد. كان متأثرًا ببساطة فيرمي ودقة سمرفلد في التعامل مع المشاكل، وقد أثرت هذه الصفات في بحثه لاحقًا.
عرضت مؤسسة روكرفيلر تمديدًا لزمالة بيته، ما سمح له بالعودة إلى إيطاليا عام 1932. في هذه الأثناء، عمل بيته لصالح سمرفلد في ميونخ كمحاضر خارجي. جعل سمرفلد بيته مشرفًا على جميع زملاء بحوث ما بعد الدكتوراه الذين يتحدثون الإنجليزية بسبب تحدثه الإنجليزية بطلاقة، بما فيهم لويد سميث من جامعة كورنيل. قبل بيته طلب كارل شيل ليكتب مقالة لكتيب الفيزياء عن ميكانيكا الكم للهيدروجين والهيليوم. عند مراجعة المقالة بعد عقود، أشار روبرت باشر وفيكتور فايسكوف إلى أن عمقه واتساعه في التعامل مع الموضوع كانا غير اعتياديين، وتطلب منه تحديثًا صغيرًا جدًا لطبعة 1959. طلب سمرفلد حينها من بيته مساعدته في مقالة للكتيب تتكلم عن الإلكترونات في المعادن. غطت المقالة أُسس ما يُعرف الآن بفيزياء الجوامد. تناول بيته مجالًا جديدًا جدًا ووفر تغطية واضحة ومتماسكة وكاملة له. أخذ عمله على الكتيب أغلب وقته في روما، ولكنه أيضًا شارك في تأليف ورقة بحثية مع فيرمي عن مجال جديد آخر، الكهروديناميكا الكمية، وصف التفاعلات النسبية للجزيئات المشحونة.
قبل بيته بوظيفة كأستاذ مساعد عام 1932 في جامعة توبنغن، حيث كان هانز جيجر أستاذًا في الفيزياء التجريبية. كان أحد القوانين الأولى التي أقرتها الحكومة الوطنية الاشتراكية الجديدة قانون استعادة الخدمة المدنية المهنية. فُصل بيته من وظيفته في الجامعة، بسبب خلفيته اليهودية، والتي كانت وظيفة حكومية. رفض جيجر المساعدة، لكن سمرفلد أعطى بيته على الفور زمالته في ميونيخ. قضى سمرفلد أغلب فترة الصيف لعام 1933 يبحث عن الأماكن للطلاب والزملاء اليهود.

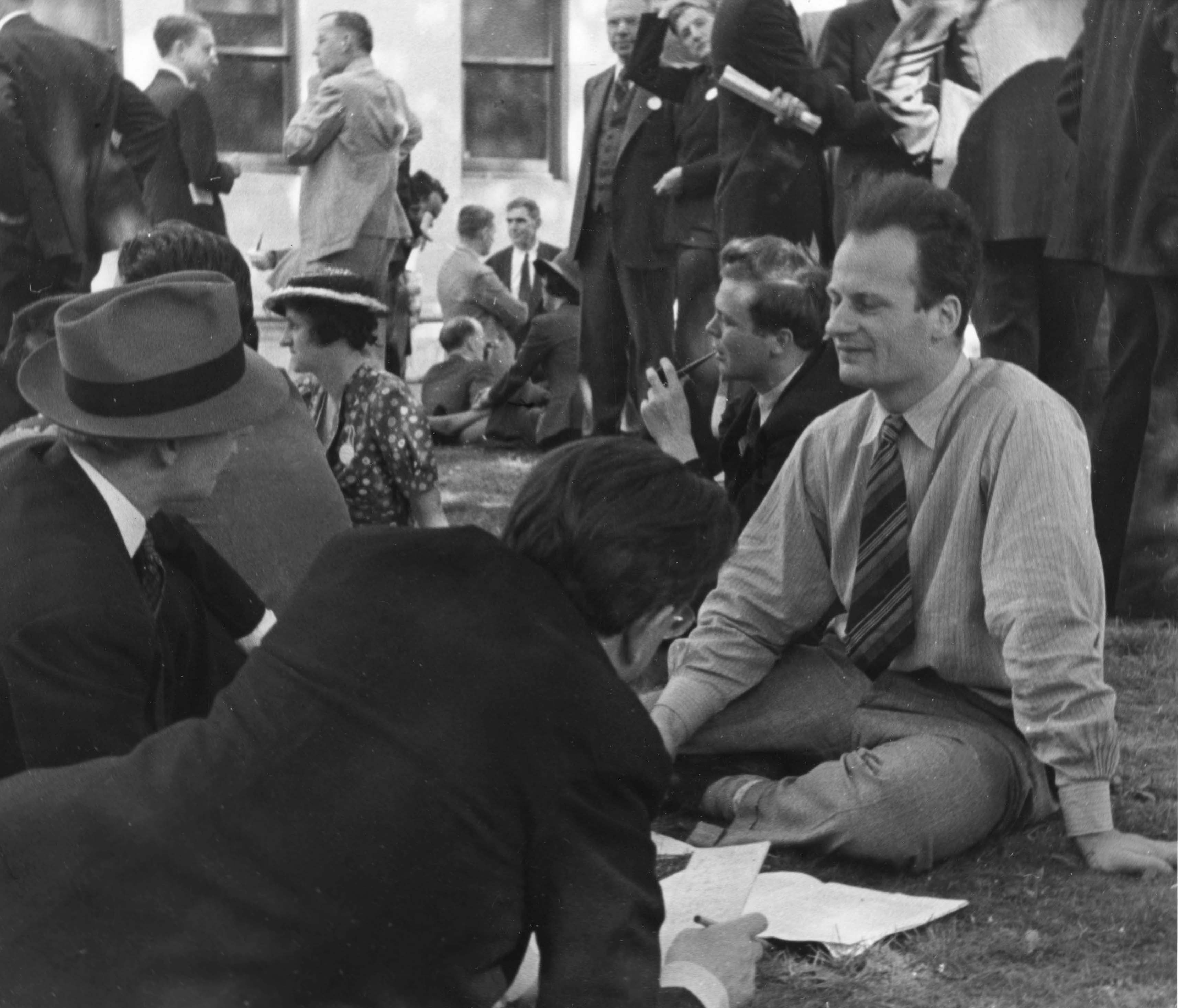
بيث يجري مقابلات من قبل الصحفيين

ترك بيته ألمانيا عام 1933، وانتقل إلى إنجلترا لحصوله على عرض عمل لمنصب محاضر في جامعة مانشستر لمدة سنة من خلال تواصل سمرفلد مع وليام لورنس براغ. انتقل للعيش مع صديقه رودولف بييرلس وجينيا زوجة بييرز. كان بييرز فيزيائيًا زميلًا يهوديًا ألمانيًا من الذين مُنعوا  أيضًا من المناصب الأكاديمية في ألمانيا. عنى هذا أن بيته كان لديه شخص يتحدث إليه بالألمانية، ولم يكن عليه أكل طعام إنجليزي. كانت علاقتهم مهنية وكذلك شخصية. أثار بييرز اهتمام بيته بالفيزياء النووية. بعد اكتشاف جيمس تشادويك وموريس جولد هابر انحلالًا ضوئيًا للديوتيريوم، تحدت تشادويك بيته وبييرز للتوصل إلى شرح نظري لهذه الظاهرة. كان هذا ما فعلوه في رحلة القطار التي استغرقت أربع ساعات من كامبريدج إلى مانشستر. وقد أكمل بيته بحثه أكثر في السنوات التالية.

## روابط خارجية
- هانز بيته على موقع IMDb (الإنجليزية)
- هانز بيته على موقع الموسوعة البريطانية (الإنجليزية)
- هانز بيته على موقع مونزينجر (الألمانية)
- هانز بيته على موقع ميوزك برينز (الإنجليزية)
- هانز بيته على موقع إن إن دي بي (الإنجليزية)
- هانز بيته على موقع قاعدة بيانات الفيلم (الإنجليزية)